# 첼시 하프페니
첼시 하프페니(Chelsea Halfpenny, 1991년 9월 26일 ~ )는 잉글랜드의 배우이다.